# Lacinius texanus
Lacinius texanus is een hooiwagen uit de familie echte hooiwagens (Phalangiidae).